# Jim Neilson
James Anthony Neilson, pseud. Chief (ur. 28 listopada 1940 w Big River, zm. 6 listopada 2020 tamże) – kanadyjski hokeista grający na pozycji obrońcy. W trakcie kariery ze względu na indiańskie pochodzenie określany był pseudonimem Chief (Wódz).

## Życiorys

### Wczesne życie
Urodził się w Big River w prowincji Saskatchewan jako syn imigranta z Danii i Indianki z plemienia Kri. Gdy był małym dzieckiem, matka zostawiła rodzinę i wróciła do rezerwatu, a ojciec, który nie był w stanie samotnie wychowywać Jima i jego dwóch sióstr, oddał ich do domu dziecka. Neilson w domu dziecka nauczył się wielu rzeczy, które później przydawały mu się w karierze hokejowej. Śledził transmisję z meczów hokejowych w radiu, gdyż w placówce nie było telewizora, dużo grał w hokeja ulicznego.

### Kariera
Karierę rozpoczął w 1958 roku w klubie ligi SJHL – Prince Albert Mintos, w którym występował do 1961 roku. Następnie w sezonie 1961/1962 reprezentował barwy klubu ligi EPHL – Kitchener Beavers, w którym został wybranym Debiutantem Roku.
Potem podpisał kontrakt z klubem ligi NHL – New York Rangers, w którym występował do 1974 roku oraz odnosił największe sukcesy w karierze. W sezonie 1967/1968 został wybrany do drugiej drużyny gwiazd NHL oraz zajął 4. miejsce w plebiscycie do James Norris Memorial Trophy – nagrody dla najlepszego obrońcy sezonu. W sezonie 1971/1972 wraz z zespołem dotarł do finału Pucharu Stanleya, w którym Rangersi przegrali rywalizację z Boston Bruins 4:2 (6:5, 2:1, 2:5, 3:2, 2:3, 3:0).
W 1972 roku znalazł się w kadrze reprezentacji Kanady na Summit Series 1972 – rywalizację z reprezentacją ZSRR, jednak kontuzja kolana wykluczyła Neilsona z udziału w tym turnieju.
Następnie został zawodnikiem Californii Golden Seals, która w 1976 roku została przeniesiona i zmieniła nazwę na Cleveland Barons, a Neilson w latach 1975–1978 był wraz z Bobem Stewartem kapitanem zespołu. W sezonie 1978/1979 reprezentował barwy klubu ligi WHA – Edmonton Oilers, w którym po zakończeniu sezonu w wieku 38 lat zakończył karierę sportową. Łącznie w lidze NHL rozegrał 1049 meczów w fazie zasadniczej, w których zdobył 368 punktów (69 goli, 299 asyst) oraz spędził 904 minuty na ławce kar, natomiast w fazie play-off rozegrał 65 meczów w których zdobył 18 punktów (1 gol, 17 asyst) oraz spędził 61 minut na ławce kar.

### Po zakończeniu kariery
Po zakończeniu kariery działał na rzecz poprawy jakości życia tubylczych ludów w Kanadzie. W 2009 roku w opublikowanym w książce pt. „100 Ranger Greats” rankingu najlepszych zawodników w historii New York Rangers zajął 42. miejsce, a w 2018 roku znalazł się w Galerii Sław Sportu Prowincji Saskatchewan.
Zmarł 6 listopada 2020 roku w Big River w prowincji Saskatchewan w wieku 79 lat.

## Statystyki
M = rozegrane mecze; G = Gole; A = asysty; Pkt = punkty; Min = minuty na ławce kar
| 1958–1959   | Prince Albert Mintos    | SJHL        | 10   | 1  | 2   | 3   | 6   | —  | — | —  | —  | —  |
| 1959–1960   | Prince Albert Mintos    | SJHL        | 57   | 21 | 28  | 49  | 61  | 7  | 2 | 2  | 4  | 6  |
| 1960–1961   | Prince Albert Mintos    | SJHL        | 59   | 20 | 26  | 46  | 59  | —  | — | —  | —  | —  |
| 1961–1962   | Kitchener Beavers       | EPHL        | 70   | 9  | 33  | 42  | 78  | 7  | 2 | 3  | 5  | 2  |
| 1962–1963   | New York Rangers        | NHL         | 69   | 5  | 11  | 16  | 38  | —  | — | —  | —  | —  |
| 1963–1964   | New York Rangers        | NHL         | 69   | 5  | 24  | 29  | 93  | —  | — | —  | —  | —  |
| 1964–1965   | New York Rangers        | NHL         | 62   | 0  | 13  | 13  | 58  | —  | — | —  | —  | —  |
| 1965–1966   | New York Rangers        | NHL         | 65   | 4  | 19  | 23  | 84  | —  | — | —  | —  | —  |
| 1966–1967   | New York Rangers        | NHL         | 62   | 4  | 11  | 15  | 65  | 4  | 1 | 0  | 1  | 0  |
| 1967–1968   | New York Rangers        | NHL         | 67   | 6  | 29  | 35  | 60  | 6  | 0 | 2  | 2  | 4  |
| 1968–1969   | New York Rangers        | NHL         | 76   | 10 | 34  | 44  | 95  | 4  | 0 | 3  | 3  | 5  |
| 1969–1970   | New York Rangers        | NHL         | 62   | 3  | 20  | 23  | 75  | 6  | 0 | 1  | 1  | 8  |
| 1970–1971   | New York Rangers        | NHL         | 77   | 8  | 24  | 32  | 69  | 13 | 0 | 3  | 3  | 30 |
| 1971–1972   | New York Rangers        | NHL         | 78   | 7  | 30  | 37  | 56  | 10 | 0 | 3  | 3  | 8  |
| 1972–1973   | New York Rangers        | NHL         | 52   | 4  | 16  | 20  | 35  | 10 | 0 | 4  | 4  | 2  |
| 1973–1974   | New York Rangers        | NHL         | 72   | 4  | 7   | 11  | 38  | 12 | 0 | 1  | 1  | 4  |
| 1974–1975   | California Golden Seals | NHL         | 72   | 3  | 17  | 20  | 56  | —  | — | —  | —  | —  |
| 1975–1976   | California Golden Seals | NHL         | 26   | 1  | 6   | 7   | 20  | —  | — | —  | —  | —  |
| 1976–1977   | Cleveland Barons        | NHL         | 72   | 3  | 17  | 20  | 42  | —  | — | —  | —  | —  |
| 1977–1978   | Cleveland Barons        | NHL         | 68   | 2  | 21  | 23  | 20  | —  | — | —  | —  | —  |
| 1978–1979   | Edmonton Oilers         | WHA         | 35   | 0  | 5   | 5   | 18  | —  | — | —  | —  | —  |
| SJHL Ogółem | SJHL Ogółem             | SJHL Ogółem | 126  | 42 | 56  | 98  | 126 | 7  | 2 | 2  | 4  | 6  |
| EPHL Ogółem | EPHL Ogółem             | EPHL Ogółem | 70   | 9  | 33  | 42  | 78  | 7  | 2 | 3  | 5  | 2  |
| NHL Ogółem  | NHL Ogółem              | NHL Ogółem  | 1049 | 69 | 299 | 368 | 904 | 65 | 1 | 17 | 18 | 61 |
| WHA Ogółem  | WHA Ogółem              | WHA Ogółem  | 35   | 0  | 5   | 5   | 18  | —  | — | —  | —  | —  |

## Sukcesy

### New York Rangers
- Finał Pucharu Stanleya: 1972

### Indywidualne
- Debiutant Roku EPHL: 1962
- Druga drużyna gwiazd NHL: 1968
- Galeria Sław Sportu Prowincji Saskatchewan: 2018